# Saint-Marcel-Bel-Accueil
Saint-Marcel-Bel-Accueil és un municipi francès situat al departament de la Isèra i a la regió d'Alvèrnia-Roine-Alps. L'any 2007 tenia 1.277 habitants.

## Demografia

### Població
El 2007 la població de fet de Saint-Marcel-Bel-Accueil era de 1.277 persones. Hi havia 472 famílies de les quals 82 eren unipersonals (47 homes vivint sols i 35 dones vivint soles), 161 parelles sense fills, 205 parelles amb fills i 24 famílies monoparentals amb fills.
La població ha evolucionat segons el següent gràfic:
Habitants censats

### Habitatges
El 2007 hi havia 523 habitatges, 481 eren l'habitatge principal de la família, 24 eren segones residències i 18 estaven desocupats. 514 eren cases i 7 eren apartaments. Dels 481 habitatges principals, 427 estaven ocupats pels seus propietaris, 46 estaven llogats i ocupats pels llogaters i 8 estaven cedits a títol gratuït; 2 tenien una cambra, 11 en tenien dues, 30 en tenien tres, 105 en tenien quatre i 334 en tenien cinc o més. 429 habitatges disposaven pel capbaix d'una plaça de pàrquing. A 137 habitatges hi havia un automòbil i a 318 n'hi havia dos o més.

### Piràmide de població
La piràmide de població per edats i sexe el 2009 era:
| Homes | Edats   | Dones |
| ----- | ------- | ----- |
| 0     | 95 o +  | 4     |
| 0     | 90 a 94 | 0     |
| 4     | 85 a 89 | 4     |
| 8     | 80 a 84 | 8     |
| 20    | 75 a 79 | 24    |
| 12    | 70 a 74 | 24    |
| 16    | 65 a 69 | 16    |
| 24    | 60 a 64 | 12    |
| 28    | 55 a 59 | 32    |
| 56    | 50 a 54 | 48    |
| 64    | 45 a 49 | 36    |
| 68    | 40 a 44 | 84    |
| 52    | 35 a 39 | 52    |
| 36    | 30 a 34 | 36    |
| 24    | 25 a 29 | 16    |
| 32    | 20 a 24 | 32    |
| 36    | 15 a 19 | 64    |
| 60    | 10 a 14 | 40    |
| 24    | 5 a 9   | 48    |
| 32    | 0 a 4   | 36    |

## Economia
El 2007 la població en edat de treballar era de 854 persones, 651 eren actives i 203 eren inactives. De les 651 persones actives 613 estaven ocupades (327 homes i 286 dones) i 38 estaven aturades (13 homes i 25 dones). De les 203 persones inactives 78 estaven jubilades, 76 estaven estudiant i 49 estaven classificades com a «altres inactius».

### Ingressos
El 2009 a Saint-Marcel-Bel-Accueil hi havia 483 unitats fiscals que integraven 1.341 persones, la mediana anual d'ingressos fiscals per persona era de 23.003 €.

### Activitats econòmiques
Dels 52 establiments que hi havia el 2007, 2 eren d'empreses extractives, 1 d'una empresa alimentària, 17 d'empreses de construcció, 8 d'empreses de comerç i reparació d'automòbils, 1 d'una empresa de transport, 2 d'empreses d'hostatgeria i restauració, 1 d'una empresa d'informació i comunicació, 1 d'una empresa financera, 2 d'empreses immobiliàries, 10 d'empreses de serveis, 2 d'entitats de l'administració pública i 5 d'empreses classificades com a «altres activitats de serveis».
Dels 17 establiments de servei als particulars que hi havia el 2009, 1 era un taller de reparació d'automòbils i de material agrícola, 1 paleta, 3 guixaires pintors, 5 fusteries, 3 electricistes, 1 perruqueria, 2 restaurants i 1 saló de bellesa.
Dels 3 establiments comercials que hi havia el 2009, 1 era una botiga de menys de 120 m², 1 una fleca i 1 una botiga de roba.
L'any 2000 a Saint-Marcel-Bel-Accueil hi havia 30 explotacions agrícoles que ocupaven un total de 1.072 hectàrees.

## Equipaments sanitaris i escolars
El 2009 hi havia 2 escoles elementals.

## Poblacions més properes
El següent diagrama mostra les poblacions més properes.